# Юніорська збірна Таїланду з хокею із шайбою
Юніорська збірна Таїланду з хокею із шайбою  — національна юніорська команда Таїланду, що представляє країну на міжнародних змаганнях з хокею із шайбою. Опікується командою Асоціація хокею Таїланду.

## Історія
Збірна Таїланду дебютувала на чемпіонаті Азії та Океанії до 18 років 1998 року у Харбіні (Китай). У підсумку посіли останнє місце зазнавши і найбільшої поразки у своїй історії від збірної Південної Кореї 0:92. На чемпіонаті Азії та Океанії 2000 року тайці здобули перше очко у матчі із збірною Монголії 4:4 та посіли третє місце. Чемпіонат 2001 року, команда Таїланду провела у другому дивізіоні та посіла останнє третє місце. Невдалим виявився і чемпіонат 2002 року п'ять поразок у п'яти матчах та різниця шайб 7:105.
Через десять років юніорська збірна Таїланду дебютувала на юніорському Кубку виклику Азії у Абу-Дабі (ОАЕ). У чотирьох турах вони перемогли поспіль збірну Малайзії 19:1, ОАЕ 5:2, Індії 23:1, Гонконгу 5:0 (через дискваліфікація останньої).

## Результати

### Чемпіонати світу
- 2023 — 3 місце Дивізіон ІІІ, Група В
- 2024 — 3 місце Дивізіон ІІІ, Група В
- 2025 — 2 місце Дивізіон ІІІ, Група В

### Чемпіонат Азії та Океанії до 18 років
- 1998 — 6 місце
- 2000 — 3 місце Дивізіон ІІ
- 2001 — 3 місце Дивізіон ІІ
- 2002 — 6 місце

### Азійський Кубок Виклику з хокею із шайбою
- 2012 —  1 місце